# سرطان المريء
سرطان المريء هو ورم خبيث يصيب منطقة المريء، يقسم إلى عدة أنواع تتشابه في صورتها السريرية ويتم تحديدها عبر الفحص المخبري للخزعة التي يتم أخذها من المريء، أهم الأعراض التي تصاحب المرض هي عسر البلع (صعوبة البلع).

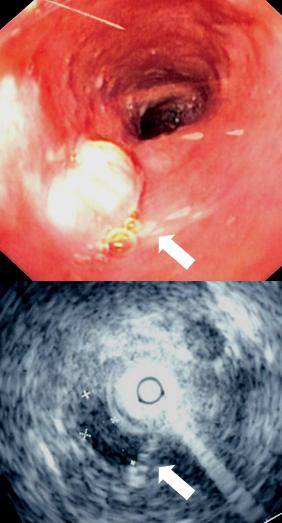
تنظير بطني علوي يظهر ورما في الجزء المتوسط من المريء.

الأورام الصغيرة والمتوضعة يمكن شفاؤها عبر الاستئصال الجراحي. وعادة ما تكون الأورام الكبيرة غير قابلة للعمل الجراحي وبلتالي لا يمكن شفاؤها؛ ويستخدم في هذه الحالات العلاج الكيميائي أو الشعاعي أو كليهما في محاولة لتصغير الورم والحد من نموه وانتشاره.

## الصورة السريرية
عادة ما يكون عسر البلع (صعوبة البلع) أول الأعراض التي تظهر، تبدأ صعوبة البلع مع الأطعمة القاسية كاللحوم والخضار ويكون بلع الطعام الطري والسوائل في البداية طبيعياً ومع تطور المرض وازدياد حجم الورم تمتد صعوبة البلع لتشمل السوائل والأطعمة اللينة والطرية. في بعض الأحيان تصاحب صعوبة البلع ألم البلع (ألم الازدرار) ويكون الألم شبيها بالحرقة وشديدا وتزداد حدته مع البلع. ينتج عن كلا العارضين فقدان في الوزن نتيجة قلة المواد الغذائية التي يستطيع المصاب بلعها. أحياناً يعاني المصاب من بحة أو تغير في الصوت نتيجة وجود الورم قرب الأحبال الصوتية.
ينتج عن مجود الورم اضطراب في التمعج (الحركة الدودية الخاصة بالجهاز الهضمي) مما يسبب الإحساس بالغثيان والاستفراغ والقلس المعدي، أحيانا ونتيجة القلس تلازم المصاب كحة مزمنة و ذات الرئة الاستنشاقية. أحيانا ينزف الورم مسببا قيئاً دموياً برازاً دموياً.

## مسببات المرض

مريء باريت

أثبتت الدراسات مجزد عدة عوامل تزيد احتمال الإصابة بسرطان المريء وأبرز هذه العوامل:
1. العمر: ترتفع احتمالية الإصابة بالمرض لدى من هم فوق ال60 من العمر.
2. التدخين: يزيد التدخين احتمالية المرض بـ 10 أضعاف وتزداد الاحتمالية مع التعرض المتزامن للكحول الإيثيلي.
3. شرب الكحول.
4. القلس المعدي: ويسبب حدوث خلل تنسج في المريء (يسمي خلل تنسج باريت) ويترافق وجوده مع حدوث سرطان المريء الغدي (عادة ما تؤدي المسببات الأخرى إلى حدوث سرطان الخلية الحرشفية).
5. السمنة (زيادة الوزن) وتزيد احتمالية حدوث سرطان المريء الغدي بأربعة أضعاف.
6. التعرض للإشعاعات وتشاهد عادة بعد علاج سرطانات الحيزوم الصدري منصف.
7. التعرض للمواد الحافظة للأطعمة (كالنايتروزأمينات) أو محلول القلي.
8. متلازمة بلامر فينسون
9. داء سيلياك: وهو مرض جوفي ناتج عن حساسية تصيب الأمعاء الدقيقة لدى تعرضها لمادة الجلوتين الموجودة في الحبوب كالقمح والشوفان.
10. الجنس: يصيب المرض الرجال أكثر من النساء.
11. العامل الوراثي: تزداد احتمالية حدوث المرض لدى من عند عائلتهم تاريخ إصابة بسرطان المريء.

### السرطانة حرشفية الخلايا
يشكل التبغ (تدخين أو مضغ) والكحول عاملي الخطر الرئيسيين للسرطان المريئي حرشفي الخلايا. يملك الاستهلاك المشترك للتبغ والكحول تأثير تآزري قوي. وفقًا لبعض البيانات، يكون التبغ مسؤول عن نصف الحالات تقريبًا، بينما يكون الكحول مسؤول عن ثلث الحالات تقريبًا، ويعزى أكثر من ثلاثة أرباع الحالات عند الرجال إلى مزيج من التدخين والإفراط في تناول المشروبات الكحولية. تنسب المخاطر المرتبطة بتناول المشروبات الكحولية إلى المستقلبات الألدهيدية التي ينتجها وطفرات بعض الإنزيمات المرتبطة بها. تكون هذه المتغيرات الأيضية شائعة نسبيًا في آسيا.
يعتبر الاستهلاك المنتظم للمشروبات شديدة السخونة (أكثر من 65 درجة مئوية أو 149 درجة فهرنهايت) وتناول المواد الكاوية من عوامل الخطر المحتملة الأخرى. تشكل المستويات العالية من النتروزامين (مركبات كيميائية موجودة في دخان التبغ وبعض المواد الغذائية) عامل خطر مرتبط بهذا النوع من السرطان أيضًا. ترتبط بعض الأنماط الغذائية السيئة بالتعرض للنتروزامين عبر استهلاك اللحوم المصنعة والمشوية والخضروات المخللة وما إلى ذلك، بالتزامن مع قلة تناول الأطعمة الطازجة. تتضمن العوامل الأخرى: سوء التغذية وتدني الحالة الاجتماعية والاقتصادية وسوء نظافة الفم. يعد مضغ جوز التنبول (الأريكا) أحد عوامل الخطر المهمة في آسيا.
قد تزيد الأذيات الفيزيائية من خطر حدوث السرطانة الحرشفية، ويعتبر تناول مشروبات شديدة السخونة مثالًا عليهن.

### السرطانة الغدية
يميل هذا النوع إلى إصابة الذكور بشكل خاص؛ إذ يكون معدل حدوثه لدى الرجال أعلى بنحو 7 إلى 10 مرات مقارنةً بالإناث. قد يكون ذلك مرتبطًا بسمات عوامل الخطر المعروفة الأخرى وتأثيراتها المتبادلة، وهذا يشمل الارتجاع المعدي المريئي والسمنة.
ارتبطت التأثيرات التآكلية طويلة المدى للارتجاع المعدي المريئي (وهي حالة شائعة جدًا، تعرف أيضًا باسم: داء الارتداد المعدي المريئي أو القلس المعدي المريئي) ارتباطًا وثيقًا بهذا النوع من السرطان. قد يؤدي ارتجاع المريء على المدى الطويل إلى حؤول خلوي في الجزء السفلي من المريء استجابةً لتآكل البطانة حرشفية الخلايا. تظهر هذه الحالة، المعروفة باسم مريء باريت، لدى النساء بعد 20 عام تقريبًا مقارنةً بظهورها لدى الرجال، وقد يعزى ذلك لعوامل هرمونية. على المستوى الميكانيكي، يوجد في المريء منطقة صغيرة تعبر عن البروتين HOXA13، تكون مقاومة هذه المنطقة للمادة الصفراوية والأحماض أكبر مقارنةً بالظهارة الحرشفية العادية، وكذلك ميلها للتمايز المعوي والتحول السرطاني. عند حدوث الارتجاع المعدي المريئي، يطغى ذلك الجزء الصغير على باقي الأجزاء المغطاة بظهارة حرشفية عادية، ما يؤدي إلى الحؤول المعوي للمريء وارتفاع احتمال الإصابة بسرطان المريء. تزيد الإصابة بالارتجاع المعدي المريئي العرضي أو ارتجاع العصارة الصفراوية من احتمالية حدوث مريء باريت، ما يؤدي إلى زيادة خطر حدوث التغييرات التي قد تسبب في النهاية السرطان المريئي الغدي. ما يزال مقدار خطر الإصابة بالسرطان الغدي التالي لمريء باريت غير واضح، وقد تكون التقديرات السابقة مبالغ بها.
لوحظ ارتباط السمنة أو زيادة الوزن بارتفاع خطر الإصابة بهذا النوع، ويبدو أنه الأقوى مقارنةً بأنواع السرطانات الأخرى المرتبطة بالسمنة، ومع ذلك، ما تزال الأسباب غير واضحة. تملك سمنة البطن أهمية خاصة، نظرًا لارتباطها الوثيق بهذا النوع من السرطان وبكل من الارتجاع المعدي المريئي ومريء باريت. يعاني الذكور عادةً من هذا النوع من البدانة. من الناحية الفسيولوجية، تحفز سمنة البطن من الارتجاع المعدي المريئي، وتسبب تأثيرات التهابية مزمنة أخرى.
لا تعتبر عدوى الملوية البوابية (حالة شائعة يعاني منها أكثر من نصف سكان العالم) عامل خطر للإصابة بسرطان المريء، ويبدو أنها تمارس دور واقي. تسبب الملوية البوابية الارتجاع المعدي المريئي، وتعتبر أحد عوامل الخطر المسببة لسرطان المعدة، ولكنها ترتبط بانخفاض خطر الإصابة بسرطان المريء بنسبة تصل حتى 50٪. ما يزال التفسير البيولوجي لتأثيرها الواقي غير واضح إلى حدٍّ ما. وفقًا لأحد التفسيرات، تقلل بعض سلالات الملوية البوابية الحمض المعدي، وبالتالي تقلل الضرر الناتج عن الارتجاع المعدي المريئي. على مدى العقود الأخيرة، انخفضت معدلات الإصابة بالملوية البوابية لدى السكان الغربيين، وقد ربط البعض ذلك بقلة الاكتظاظ في المنازل. قد يلعب هذا الانخفاض دورًا في الارتفاع المتزامن لمعدلات سرطان المريء الغدي.
قد تملك الهرمونات الأنثوية أيضًا تأثير واقي من سرطان المريء الغدي؛ فهو أقل شيوعًا عند النساء عمومًا، ويتأخر ظهوره سنوات عديدة تقدر بنحو 20 عام وسطيًا. أجريت العديد من الدراسات حول تأثير العوامل الإنجابية، ولكنها لم تنجح في تقديم صورة واضحة. مع ذلك، يبدو أن الخطر يتراجع بالتزامن مع فترات الرضاعة الطبيعية الطويلة.
يزيد تدخين التبغ من خطر الإصابة بهذا النوع، ولكن تأثيره خفيف مقارنةً بالسرطان حرشفي الخلايا، ولم يثبت دور الكحول كسبب للسرطان الغدي.

## عوامل وقائية
لوحظ أن بعض العادات الغذائية والأدوية تملك تأثيرا وقائيا من مرض سرطان المريء؛ منها:
1. تناول الإسبرين وأدوية مضادات الالتهاب (وليست المضادات الحيوية) تقلل من الإصابة.[8]
2. تناول الخضار الطازجة بشكل منتظم يقلل من الإصابة.[9]
3. وجد أن الاستهلاك المعتدل للقهوة يحمل تأثيرا وقائيا من المرض.[10]
4. أظهرت دراسة إيطالية شملت 5500 شخصا أن تناول البيتزا مرتين اسبوعيا له تأثير وقائي من خبث الجهاز الهضمي.[11]
5. رغم أن الإصابة بالملوية البوابية يزيد من خطر الإصابة بالقرحة المعدي و مريء باريت. إلا أنه وفي بعض الحالات الأخرى فإن الإصابة بالملوية البوابية قد تحمي من الإصابة بالتهاب المعدة المزمن الذي قد يتطور في بعض الأحيان ليسبب سرطان المريء الغدي.[12][13][14]

## التشخيص

### التشخيص السريري
إن أفضل الطرق لتشخيص المرض هي عن طريق التنظير الباطن العلوي حيث يمكن رؤية الورم بشكل مباشر وأخذ خزعات من المناطق المصابة وفحصها مخبرياً، كما يمكن استخدام عدة فحوصات شعاعية للمساعدة في تشخيص المرض وتحديد مدى تغلغل الورم وانتشاره، من أهم تلك التقنيات: التصوير الطبقي المحوري ووجبة الباريوم, وقد يتم إجراء اختبار حركية المريء لاستبيان تضرر عضلات المريء بسبب السرطان.

### باثولوجيا الأنسجة
معظم سرطانات المريء خبيثة؛ فحوالي 10% من أورام المريء تتكوم من ورع عضلي أملس (عضلوم أملس)أو ورم معوي سدوي، ال90% الباقية نتقسم إلى نوع الورم الغدي وورم الخلية الحرشفية، يظهر ورم الخلية الحرشفية بعضا من خصائص ورم الخلية الصغيرة الذي يصيب الرئة.

## العلاج

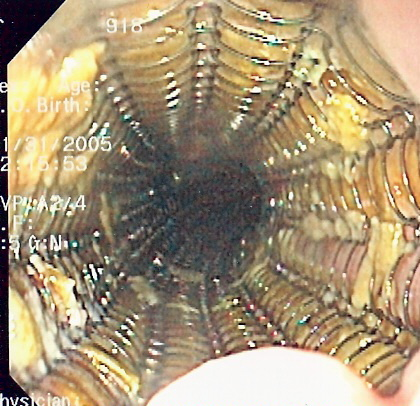
يتم استخدام القالب لإبقاء المريء سالكاً كنوع من العلاج المخفف

تعتمد طريقة العلاج على نوع السرطان ومدى انتشاره داخل الجسم، أول خطوات العلاج هي التأكد من أن المريض يحصل على كفايته من المواد الغذائية، في حال كان المريض يشكو من صعوبة البلع يتم وضع قالب (Stent) داخل المريء للتأكد من أن المريء سالك، بعض المرضى قد يجتاجون إلى تفميم المعدة بحيث يتم إدخال الطعام إليها مباشرة دون الحاجة إلى المرور عبر المريء.
في 20-30% من الحالات يكون السرطان متوضعاً وبالتالي يكون العمل الجراحي ممكناً، يمكن الاستعانة بالعلاج الكيميائي أو الشعاشي أو كليهما لتصغير الورم وتسهيل العمل الجراحي. في بعض الأحيان يتم استئصال المريء والاستعاضة عنه بجزء من المعدة أو القولون. في حال كان الورم غازياً يصبح العمل الجراحي غير مجدٍ.
تم حديثا اعتماد استعمال الليزر في علاج سرطان المريء ويعمل من خلال تدمير الخلايا التي يصيبها شعاع الليزر ويكون استعماله موضعياً ومحدود التأثير وغالبا ما يكون جزءاً من العلاج المخفف (لا ينتج عنه الشفاء وإنما يكون مخففا للأعراض). من التقنيات الحديثة استعمال العلاج الدينامي الضوئي حيث يعطى المريض دواءً تمتصه الخلايا السرطانية، يكون الدواء خاملاً في البداية ولكنه سرعان ما يتنشط لدى تعرضه لشعاع الليزر. تزيد هذه التقنية من فاعلية العلاج وتحد من الضرر الغير مرغوب فيه.

## علم الأوبئة
سرطان المريء هو نوع نادر نسبياً من مرض السرطان ولكن هناك ارتفاع ملحوظ لهذا المرض في بعض المناطق من العالم مقارنةً بالمناطق الأخرى مثلاً: بلجيكا، الصين، إيران، آيسلندا، الهند، اليابان و المملكة المتحدة فضلا عن المنطقة حول بحر قزوين.

## معرض صور

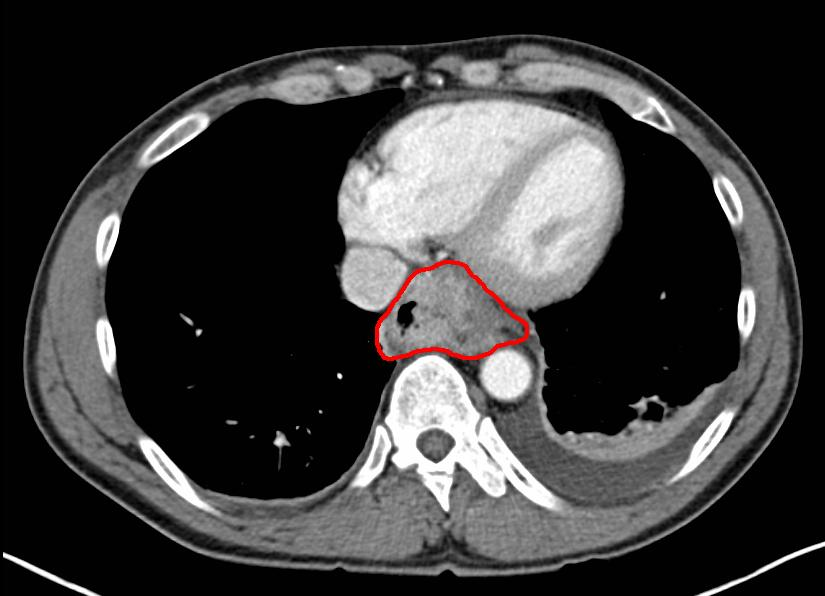
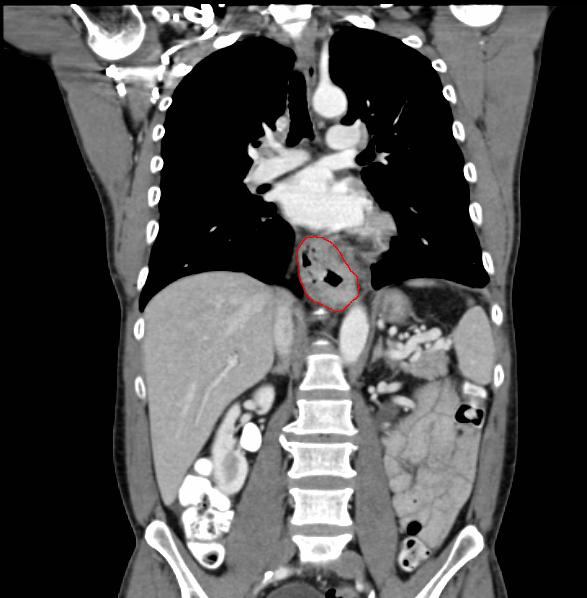
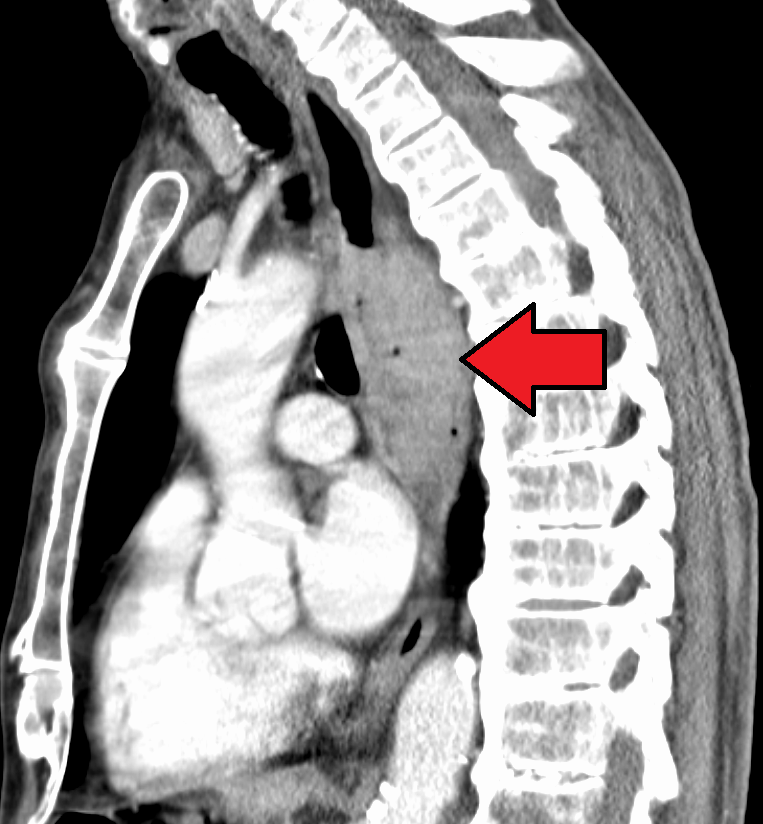
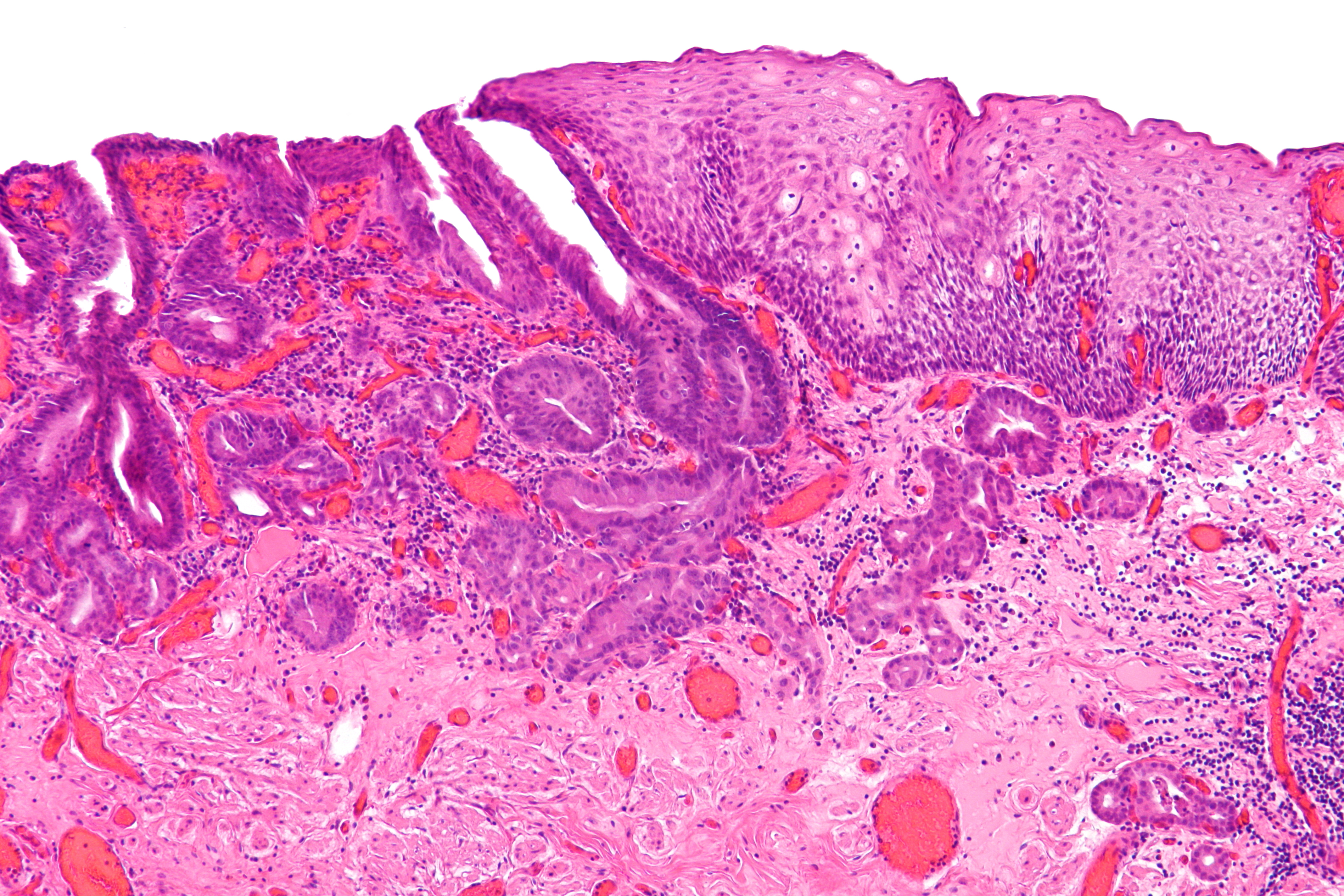